# Karur, Indi
Karur là một làng thuộc tehsil Indi, huyện Bijapur, bang Karnataka, Ấn Độ.